# سل-سور-نائون
سل-سور-نائون (به فرانسوی: Selles-sur-Nahon) یک کمون در فرانسه است که در اندر واقع شده‌است. سل-سور-نائون ۶٫۷۷ کیلومتر مربع مساحت و ۶۵ نفر جمعیت دارد و ۱۲۸ متر بالاتر از سطح دریا واقع شده‌است.